# Rafael Isea
Rafael Eduardo Isea Romero (Maracay, Aragua, 18 de febrero de 1968) es un militar del Ejército Bolivariano y político venezolano, exmiembro del Partido Socialista Unido de Venezuela (PSUV). Fue ministro de Finanzas durante el gobierno de Hugo Chávez, gobernador del estado Aragua desde diciembre de 2008 hasta diciembre de 2012 y presidente del Banco del ALBA desde abril de 2013 hasta julio del mismo año. En septiembre se exilio en Estados Unidos y paso a colaborar con la DEA. En mayo de 2015 el gobernador de Aragua Tareck El Aissami pidió la extradición de Isea al gobierno de EE. UU durante un evento de juramentación.

## Biografía

### Juventud, familia y educación
El segundo de cinco hermanos, Rafael Isea fue criado en la urbanización Las Acacias en Maracay. Al terminar sus estudios de bachillerato en el Liceo José Luis Ramos, ingresó a la Academia Militar de Venezuela donde egresó como Licenciado en Ciencias y Artes Militares, mención Blindados, el 5 de julio de 1989, con la promoción Gral. de División Cornelio Muñoiz.

### Movimiento Bolivariano Revolucionario 200
A inicios de la década de 1990 se involucra en un grupo dentro de las Fuerzas Armadas llamado Movimiento Bolivariano Revolucionario 200 (MBR200), que pretendía tomar el poder con el propósito de “refundar la República y rectificar el rumbo del Ejército venezolano”. El 4 de febrero de 1992 participa en la intentona golpista, junto a Hugo Chávez y otros militares que pretendían derrocar al gobierno de Carlos Andrés Pérez, pero la misión fracasó al no poder dominar la ciudad de Caracas.

### Carrera política
A la salida de Hugo Chávez de la cárcel de Yare en 1994; se desempeñó como su asistente hasta el año 1998. Entre 1996 y 1998 realiza una Maestría en Planificación del Desarrollo mención Global, en la Universidad Central de Venezuela (UCV). Ante la imposibilidad de legalización del MBR-200, en 1997 forma parte del grupo fundador del Movimiento V República (MVR), con el fin de participar en las elecciones presidenciales de 1998 para presentar a Chávez como candidato. Luego del triunfo electoral de Chávez, Isea continuó trabajando a su lado; en 1999 es nombrado asistente en el despacho del Ministerio de Planificación y Desarrollo. Un año después pasa a ser analista de la Sala Situacional del Palacio de Miraflores y asistente ejecutivo de Chávez. Desde 2001 se desempeñó como consejero por Venezuela en el Banco Interamericano de Desarrollo (BID), hasta 2004 que pasa a la coordinación del MVR-Aragua.
En las elecciones parlamentarias de 2005 resulta elegido como diputado por el estado Aragua ante la Asamblea Nacional de Venezuela, pero deja su cargo un año, el 15 de enero de 2007 después por ser designado viceministro de Finanzas para el Desarrollo Endógeno del Ministerio de Finanzas y presidente del Banco de Desarrollo Económico y Social (BANDES). En 2008 pasa a ser ministro de Finanzas pero abandona el cargo poco después para disputar la gobernación de Aragua en las elecciones regionales de ese año, en las cuales obtiene el triunfo. 
Luego de ser reemplazado en la Gobernación del estado Aragua por Tareck El Aissami, pasó a ocupar la presidencia del banco del ALBA el 24 de abril de 2013 hasta finales de julio de 2013. cuando renunció a dicho cargo al ser vinculado con casos de corrupción durante su gestión como gobernador, denunciados principalmente por el gobernador de ese momento Tareck El Aissami.

#### Gobernador de Aragua

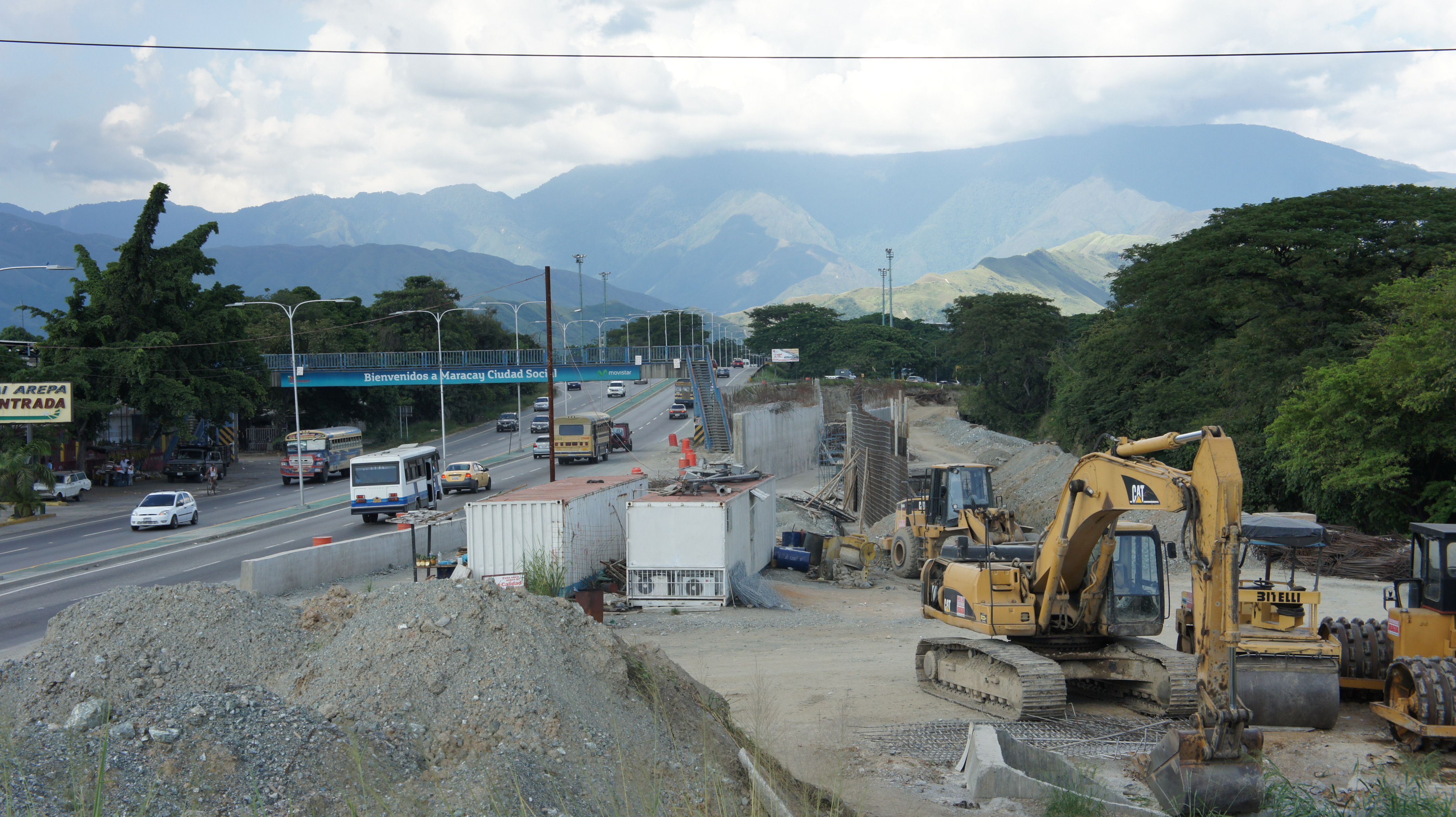
Al final de su mandato, se inició la construcción del distribuidor Simón Bolívar, no obstante, colapsó parcialmente antes de estar terminado, resultando un obrero lesionado.

Entre sus objetivos están la construcción y mejoramiento de la red vial de Aragua, de los servicios de agua y electricidad, la creación de zonas industriales y agroindustriales para el procesamiento de alimentos, fortalecimiento de la salud pública, entre otros.
Una encuesta realizada a casi un año del inicio de su gestión, en octubre de 2009, por el Instituto Venezolano de Análisis de Datos (IVAD), reveló que el 59.5% de los encuestados calificó de buena la gestión. Sin embargo, según una encuesta realizada por Datanálisis del 26 de octubre de 2012 al 3 de noviembre de 2012, terminando su gestión, el 83,2% valoró su gestión como negativa y solo el 13,3% como positiva.

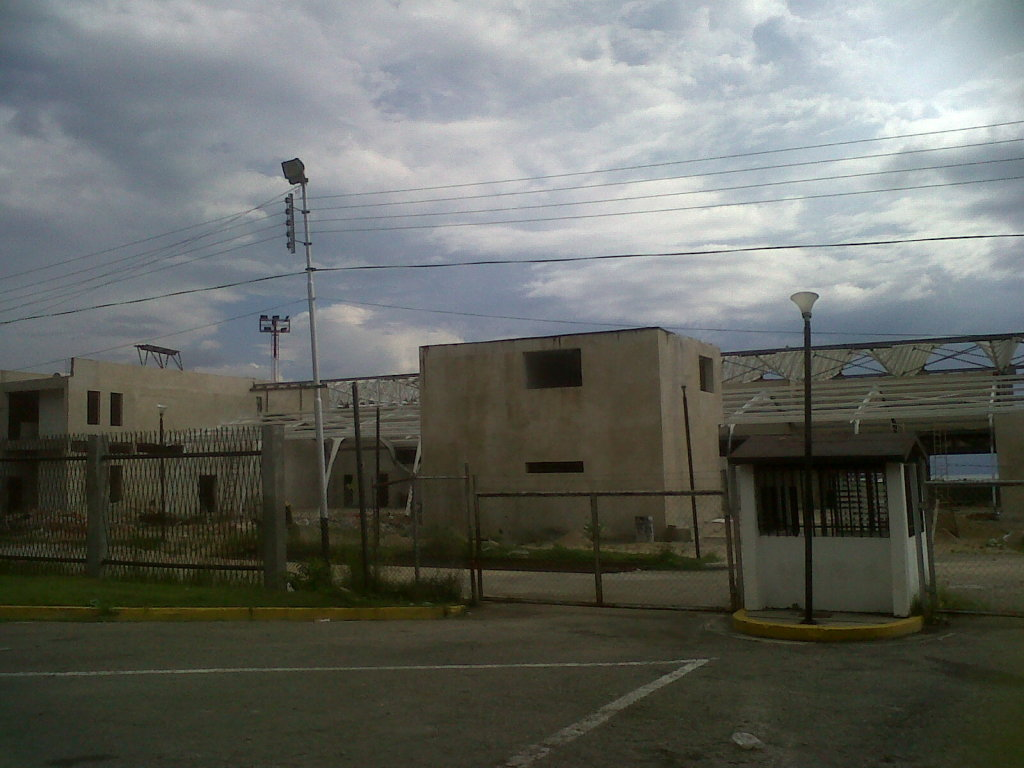
Obras de la modernización del Aeropuerto Los Tacariguas en noviembre de 2011.

- A través de Empresa Aragüeña de Minas S.A. (Minarsa) se creación de distintas sedes de FerreMinarsa en la entidad, empresa dedicada a la distribución y el abastecimiento de materiales de construcción;[11][12]
- Creación de la Empresa Mixta Aragüeña de Motos, capaz de producir 5000 vehículos motos mensualmente;[13]
- Creación de la Constructora Regional de Aragua S.A. (Corasa);[14]
- Creación de Alimentos Aragua Socialista (ALAS);[14]
- Creación de un estudio de grabación musical en el municipio Mario Briceño Iragorry;[15]
- Modernización del Aeropuerto Los Tacariguas.[16]
- Actualmente se construye el distribuidor Simón Bolívar en la autopista Regional del Centro, la cual se debió inaugurar a finales de enero de 2013 (nunca se terminó).[17]
- Remodelación del Teatro de la Ópera de Maracay, en estado inconcluso desde 2009.[18]
- Tuvo que lidiar con la Explosión en CAVIM.

Actualmente es acusado e investigado por la Gobernación del estado Aragua, el Consejo Legislativo del Estado Aragua y la Fiscalía General de Venezuela por la paralización de 5 obras y el desvío de 58 millones de dólares y de 9 millones de euros.

## Exilio y colaboración con la DEA
En septiembre de 2013 se convierte en testigo protegido de la agencia antidrogas estadounidense DEA, tras tener información clasificada sobre el tráfico de droga y lavado de dinero hacia Estados Unidos, por parte de altos funcionarios de Venezuela dependientes del Cartel de los Soles,Durante una entrevista con Nicmer Evans explicó que huyó de Venezuela en julio de 2013 a Estados Unidos porque su vida «corría peligro». Agregó que el actual ministro de Petróleo, Tareck El Aissami, le amenazó diciendo que lo regresaría al país «vivo o muerto».
Dos años después de su salida, el 22 de mayo de 2015 se informó que la fiscal Luisa Ortega Díaz dio inicio sobre el allanamiento de su residencia por parte de funcionarios del Servicio Bolivariano de Inteligencia Nacional (Sebin), tenían orden de retirar "computadores o archivos hallados en la casa del exgobernador", ubicada en la ciudad de Maracay, horas después de que el gobernador El Aissami pidiera la extradición de Isea al gobierno de Estados Unidos y del exmagistrado venezolano Eladio Aponte Aponte, otro testigo clave de las investigaciones de la DEA. El 19 de junio de 2015, fueron los agentes del SEBIN que detienen a Rosario Romero de Isea y Raiza Isea Romero, madre y hermana de Rafael Isea, ordenada por Tareck El Aissami, para obligar a Rafael Isea volver a Venezuela.
Se conoció de manera extraoficial de un caso donde el Oficial de la Policía del estado Aragua, Álvaro Simón Boza Valera, el 24 de agosto de 2015, tuvo que negociar su salida de Venezuela con la ayuda de agentes de la DEA, para salvaguardar su seguridad tanto personal como familiar, debido a su cercanía política con él exgobernador Rafael Isea, el pre nombrado oficial de policía venezolano representaba al exmandatario regional en ciertas operaciones aduaneras de interés estratégico para el estado Aragua, se podría comparar este oficial de Policía como una versión estadal del Capitán de Corbeta de la Armada Nacional de Venezuela, Leamsy Salazar, quien estuvo negociando con la DEA durante año y medio, su acercamiento con la oficina de Administración para el Control de Drogas comenzó a mediados de 2013, pocos meses después de la muerte del presidente Hugo Chávez, según revelaron fuentes cercanas a la DEA. En este lapso habría logrado acumular una gran cantidad de documentos y diversos tipos de pruebas que comprometerían a importantes líderes del alto gobierno en presuntas actividades ilícitas.

## Implicación en la acusación de financiación ilegal contra Podemos
En 2016 tres agentes del Cuerpo Nacional de Policía de España viajaron a Nueva York para reunirse con Rafael Isea, con el objetivo de que Isea confirmara la autenticidad de una presunta orden de pago de 7 100 000 euros que el gobierno de Hugo Chávez habría realizado en 2008 a la Fundación CEPS, en la que trabajaron varias personas que después formarían parte de Podemos. Los agentes prometieron a Isea que, en caso de que lo avalara, sacarían a sus familiares de Venezuela y les garantizarían una nueva vida en España. La existencia de estas presiones policiales sería confirmada por el propio Rafael Isea en una entrevista para El País. Posteriormente, el Euro Pacific Bank a través de un comunicado declaraba falso un documento filtrado por Okdiario el día anterior con aparentes pagos en un paraíso fiscal del gobierno venezolano a Pablo Iglesias.